# Габелія Гульнара Фаустівна
Гульнара Фаустівна Габелія (нар. 30 травня 1985, Цхакая, Грузинська РСР) — грузинська футболістка, нападниця казахського клубу «БІІК-Казигурт» та національної збірної Грузії.

## Життєпис
Народилася у невеликому селі у Західній Грузії. Виступала у складі батумського «Динамо» та тбіліського «Норчі Дінамо». У липні 2009 року дебютувала в складі останнього з вище вказаних клубів у жіночій Лізі чемпіонів. Пізніше перебралася до «Трабзонспору». З 2009 року грає у нападі у складі шимкентського «БІІК-Казигурту». Разом з командою 4 рази ставала переможцем чемпіонату Казахстану.
З 2009 року викликається до збірної Грузії. Брала участь у матчах кваліфікації чемпіонату Європи 2013 та 2017 року.
У 2014 році отримала казахстанське громадянство.

## Досягнення
«БІІК-Казигурт»
- Чемпіонат Казахстану
  -  Чемпіон (8): 2013, 2014, 2015, 2016, 2017, 2018, 2019, 2020

- Кубок Казахстану
  -  Володар (11): 2010, 2011, 2012, 2013, 2014, 2015, 2016, 2017, 2018, 2019, 2020

- Суперкубок Казахстану
  -  Володар (1): 2013